# Louis Maximilien François Herman Hinnisdal de Fumal
Louis Maximilien François Herman comte d’Hinnisdal de Fumal, né le 2 mai 1751 à Ames (Pas-de-Calais), mort après le 1824 à Ferfay (Pas-de-Calais), est un général français de la Révolution et de l’Empire.

## États de service
Il entre en service en 1767 comme sous-lieutenant au Régiment de La Marck. Il est nommé colonel le 25 juillet 1791, au 14e régiment d’infanterie.
Il est promu maréchal de camp le 13 décembre 1791. En juin 1792, il est nommé commandant de la partie nord de Saint-Domingue.
De retour en France le 26 août 1793, il accompagne le gouverneur général Esparbès, renvoyé par la deuxième commission Sonthonax, Povérel, et il reste sans affectation.
Il est remis en activité le 26 août 1799, à l’armée de Batavie, et le 10 février 1800, il rejoint l’armée de l’Ouest, avant de retourner à l’armée de Batavie le 7 juillet 1800.
Le 2 novembre 1801, il est désigné pour prendre le commandement des troupes françaises à Flessingue pour un débarquement à Saint-Domingue, mais le 9 novembre, il refuse sa nomination sous couvert de sa maladie. Le 28 mars 1802, il est affecté à la 22e division militaire, puis le 11 avril suivant il prend le commandement du département de Loir-et-Cher. Le 17 février 1803, il est à la 27e division militaire, et le 26 février il devient commandant du département de Pô. 
Il est admis à la retraite le 27 août 1803.

## Sources
- (en) « Generals Who Served in the French Army during the Period 1789 - 1814: Eberle to Exelmans »
- Thierry Pouliquen, « Les généraux français et étrangers ayant servis [sic] dans la Grande Armée » (consulté le 17 janvier 2014)
- Pamphile vicomte de Lacroix, La révolution de Haïti, 1819.
- (pl) « Napoléon.org.pl »
- HOIN, Karl-Michael, "Le général d'Hinnisdal et Alexandrine Lelarge : un lien au-delà du service", carnet de recherche Avant Laprée, 2024.